# Srečko Vilhar
Srečko Vilhar, slovenski politični delavec in bibliotekar, * 7. april 1907, Kromberk, † 1. oktober 1976, Ljubljana.
Svojo življenjsko pot je začel na Goriškem, in sicer v Kromberku pri Gorici. V življenju je doživel več pomembnih prelomnic: leta 1928 se je preselil v Ljubljano, sodeloval je pri organiziranju študentove mladine in v organizaciji Mlada Soča. Zaradi svojega političnega delovanja je bil večkrat zaprt. Po razpadu fašizma je opravljal partijske dolžnosti v povojnem Trstu (cona A). Leta 1958 je postal ravnatelj koprske Študijske knjižnice in se začel udejstvovati v bibliotekarski dejavnosti. Zapustil je tudi obsežno publicistično delo. Umrl je 1. oktobra 1976 v Ljubljani.

## Šolanje
Obiskoval je učiteljišče v Tolminu in Gorici, kjer je pokazal izrazito aktivnost v takrat že ilegalnem dijaškem društvu »Adrija«. Leta 1928 je bil sprejet v KP Italije, zaradi česar je kmalu prišel na črni seznam fašistične policije. Ko je bilo tolminsko učiteljišče odpravljeno, je še istega leta (1928) zbežal v Ljubljano, kjer je nadaljeval šolanje na učiteljišču in leta 1931 tudi maturiral. Tudi »ljubljanska leta« za Vilharja niso bila lahka. Kot emigrant iz Julijske krajine ni bil vselej in povsod dobrodošel, saj je takrat iskalo dela in kruha v stari Jugoslaviji veliko ljudi. Spričo tega je Srečko Vilhar še bolj zagrizeno, kar je bilo zanj posebej značilno, razvil vse sile za organiziranje študentove mladine. Pri takrat še delujoči »Soči« je bila osnovana še »Mlada Soča«. V njej so se shajali komunisti, dijaki in študentje s Primorske in iz Istre, vneti trgovci – privrženci tedaj močno razširjene organizacije TIGR (Trst, Istra, Gorica,  Reka).

## Delo
Takšno delovanje kajpada ni moglo biti povsem prikrito policiji; ob prvi priložnosti je Srečka Vilharja in tovariše aretirala, ga po sedemmesečnem preiskovalnem zaporu odpeljala na Ado Ciganlijo (otok na Savi pri Beogradu), od tod pa v beograjsko Glavnjačo, nato pa še v Sremsko Mitrovico, kjer je kar šest let prenašal tegobe te zloglasne ječe. Toda tam je našel ljudi, kot je bil Moše Pijade in v ječi so osnovali pravo »marksistično univerzo«. Z gladovnimi stavkami so si namreč izborili pravico, da so dobivali in brali marksistično literaturo. 
Srečko Vilhar po prestani kazni ni smel na svobodo. Stojanodinovićevi žandarji so ga kot »italijanskega državljana« vklenjenega pospremili na mejo ter ga v Postojni izročili fašistični policiji. Italijansko vojaško sodišče ga je brž obsodilo na dve leti ječe, konfinacijska komisija pa mu je »dodala« še pet let konficije. Ječo je prestajal v zloglasni italijanski kaznilnici v Gaeti, konfiniran pa je bil v zaostalem in malaričnem kraju Tolve pri Potenzi. 
Srečko Vilhar je z velikim zadoščenjem dočakal razpad fašizma.
V koprski knjižnici se je Srečko Vilhar zaposlil kot ravnatelj novembra leta 1958. S knjižničarskim delom se je srečeval že v letih 1950-52, ko je kot referent za kulturo pri Istrskem okrožju spremljal in nadzoroval dela pri urejanju t. i. Zbirnega centra knjig v Portorožu ter sledil problematiki tedanje koprske Mestne knjižnice. Po ustanovitvi Študijske knjižnice leta 1955 je bil več let predsednik njenega kuratorija, nato pa še predsednik njenega upravnega odbora. Študijska knjižnica je z Vilharjevim prihodom dobila zagnanega, široko razgledanega človeka, ki je razdajal svojo energijo na vse strani, saj je predaval na slovenski in italijanski gimnaziji, se pridno uveljavil v publicistiki in stroki. V petnajstih letih se je Srečku Vilharju posrečilo knjižnico preoblikovati  v nenadomestljivo kulturno središče v Kopru, saj so se v njej zbirali občani, bodisi na predavanjih, ob razstavah in drugih priložnostih. 
Kot človek širokih obzorij in obsežnega znanja se je v najkrajšem času vključil v novo sredino in se z vso vnemo posvetil bibliotekarski stroki. Ljubezen do knjige in knjižničarskega dela, dobro znanje nekaterih tujih jezikov in njegov odprt, prisrčen in človeški odnos do vsakogar, so pripomogli, da je kmalu vzpostavil čvrste in trajne stike z mnogimi knjižnicami in sorodnimi kulturnimi ustanovami doma in na tujem. K ugledu in popularizaciji knjižnice je še posebno ugodno vplivalo Vilharjevo publicistično delo, ki je prav v knjižnici doseglo največji razmah.
Kot pomemben dejavnik je bil Srečko Vilhar tudi med ustanovitelji Društva bibliotekarjev Primorske ter njegov prvi predsednik. Razen tega je bil član posameznih delovnih teles Društva bibliotekarjev Slovenije ter pogosto delegat na kongresih Zveze društev bibliotekarjev Jugoslavije. Bil je med ustanovitelji Slovenskega Jadrana, revije Bori, sodeloval pa je tudi v Primorskem dnevniku, Delu, reviji Obala in Goriška srečanja ter v Jadranskem koledarju in drugod. V petnajstih letih službovanja v knjižnici je Vilhar objavil več kot 250 člankov in razprav s področja knjižničarstva, šolstva, kulture, zgodovine in pomorstva ter pet zajetnih knjig o prekomorcih v soavtorstvu s prijateljem in soborcem Albertom Klunom. Od leta 1961 do 1976 je Vilhar kot avtor, soavtor in urednik sodeloval pri publikacijah, ki jih je na njegovo pobudo izdala koprska Študijska knjižnica, kasneje poimenovana po njem Osrednja knjižnica Srečka Vilharja Koper.

## Objave, pomembna dela
- Dante 1265-1965. Koper: Študijska knjižnica, 1965
- Slovensko učiteljišče v Kopru 1875-1909. Koper: Lipa, 1976
- Prerez zgodovine slovenskih knjižnic in knjižničarstva na Primorskem. Koper: Študijska knjižnica, 1961
- Katalog pomorske literature Študijske knjižnice v Kopru. Koper: Študijska knjižnica, 1967
- Slovenska knjiga na Primorskem v času med dvema vojnama. V: Jadranski koledar (1967), str. 81-91.
- Nekateri problemi knjižnic in knjižničarstva na Primorskem. V: Knjižnica (1961), str. 98-109
- Narodnoosvobodilni boj Primorcev in Istranov na Sardiniji, Korziki in južni Franciji. Nova Gorica: Soča, 1969.

## Nagrade, priznanja
Za aktivnost in izredne zasluge na bibliotekarskem področju je leta 1967 prejel najvišje bibliotekarsko priznanje na Slovenskem, Čopovo diplomo.

## Poimenovanja po osebi
Soborci prekomorci ter delovna skupnost Osrednje knjižnice Koper so dali pobudo, da bi ta ustanova nosila ime Srečka Vilharja v znamenje priznanja za njegovo delo. Tako se danes knjižnica imenuje Osrednja knjižnica Srečka Vilharja Koper.